# Farbwiedergabeindex
| Lampe                                       | Ausführung     | Index Ra    |
| ------------------------------------------- | -------------- | ----------- |
| Sonnenlicht                                 |                | 100         |
| Glühlampe                                   |                | bis 100     |
| Weiße LED                                   | früher aktuell | 65…97 75…98 |
| OLED                                        | weiß           | 80…90       |
| Leuchtstofflampe                            | weiß de Luxe   | 85…98       |
| Leuchtstofflampe                            | weiß           | 70…84       |
| Leuchtstofflampe                            | Standard       | 50…90       |
| Kompaktleuchtstofflampen, Energiesparlampen |                | 80…90       |
| Leuchtstofflampen, Dreibandenlampen         |                | >80         |
| Leuchtstofflampen, Fünfbandenlampen         |                | 70…85       |
| Halogen-Metalldampflampe                    |                | 60…95       |
| Halogen-Metalldampflampe mit Keramikbrenner |                | >90         |
| Natriumdampf-Hochdrucklampe                 | warmweiß       | 80…85       |
| Natriumdampf-Hochdrucklampe                 | farbverbessert | 60          |
| Natriumdampf-Hochdrucklampe                 | Standard       | 18…30       |
| Quecksilberdampf-Hochdrucklampe             |                | 40…59       |
| Natriumdampf-Niederdrucklampe               |                | -44…20      |

Farbwiedergabe ist ein Qualitätsmerkmal von künstlichem Licht gegenüber natürlichem Licht. Eine Lichtquelle, deren Licht alle Spektralfarben enthält wie beim Sonnenlicht, lässt die Farben der beleuchteten Gegenstände natürlich aussehen – die Farbwiedergabe ist optimal.
Der Farbwiedergabeindex Ra (Referenzindex allgemein, englisch Colour Rendering Index, CRI) ist eine Kennzahl einer photometrischen Größe, mit der die Qualität der Farbwiedergabe von Lichtquellen gleicher korrelierter Farbtemperatur (CCT) beschrieben wird. Das Index-a steht für den allgemeinen Farbwiedergabeindex, der nur die Werte der ersten acht Testfarben nach DIN einbezieht.

## Geschichte
Mit der zunehmenden Verbreitung energiesparender Leuchtstofflampen in den 1960er Jahren standen erstmals kostengünstige Lichtquellen in großer Zahl zur Verfügung, die keine Temperaturstrahler waren. Im Gegensatz zu Glühlampen, die ein kontinuierliches Spektrum abgeben, weisen Leuchtstofflampen jedoch, wie alle Entladungslampen, ein diskretes Spektrum auf. Die Farbwiedergabe im Licht von Leuchtstofflampen unterscheidet sich daher umso mehr von der im Licht von Glühlampen, je schmaler die Wellenlängenbereiche sind, die die Leuchtstofflampen abstrahlen. Aus diesem Grund wurde ein Maßstab benötigt, um die neuen Lichtquellen mit klassischen Glühlampen oder dem Tageslicht vergleichen zu können. Ziel war es, mit dem Farbwiedergabeindex einen reproduzierbaren Wert zu errechnen, der für jede Lichtquelle angibt, wie weit die Farbwiedergabe einer zu testenden Lampe vom Ideal des Glüh- und Tageslichts abweicht.
Mit der Verbreitung der LED-Lichtquellen traten zunehmend Schwierigkeiten bei der Bewertung des subjektiven Farbeindrucks auf, die zunächst durch Änderungen am bestehenden Standard behoben werden sollten. Vom NIST wurde schließlich die Farbqualitätsskala (englisch Color quality scale, CQS) entwickelt, um einige Mängel des Farbwiedergabeindexes zu beheben. Insbesondere werden bei der CQS die Einzelwerte als quadratisches Mittel zusammengeführt, während dies beim CRI als arithmetisches Mittel geschieht.
Die Europäische Rundfunkunion (EBU) hat 2012 für die Film-Beleuchtung eine weitere Kenngröße eingeführt, den auf 24 Referenzfarben beruhenden Television Lighting Consistency Index.

## Berechnungsverfahren
Der Farbwiedergabeindex ist so ausgestaltet, dass die Testlichtquelle spektral vermessen wird und alle weiteren Schritte mittels rein numerischer Verfahren erfolgen. Gemäß CIE 13.2 werden die Normfarbwerte der Testfarben für Test- und Referenzlichtquelle bestimmt. Anschließend werden diese in UCS-Koordinaten transformiert.
Da von der Norm nur diskrete Referenzlichtquellen definierter Farbtemperaturen vorgegeben werden, muss eine Farbwandlung durchgeführt werden, die den Fehler zwischen den Farbtemperaturen der beiden Lichtquellen ausgleicht. Die Einzelwerte werden als arithmetisches Mittel zu einem Index zusammengefasst.

## Beschreibung

### Allgemeines

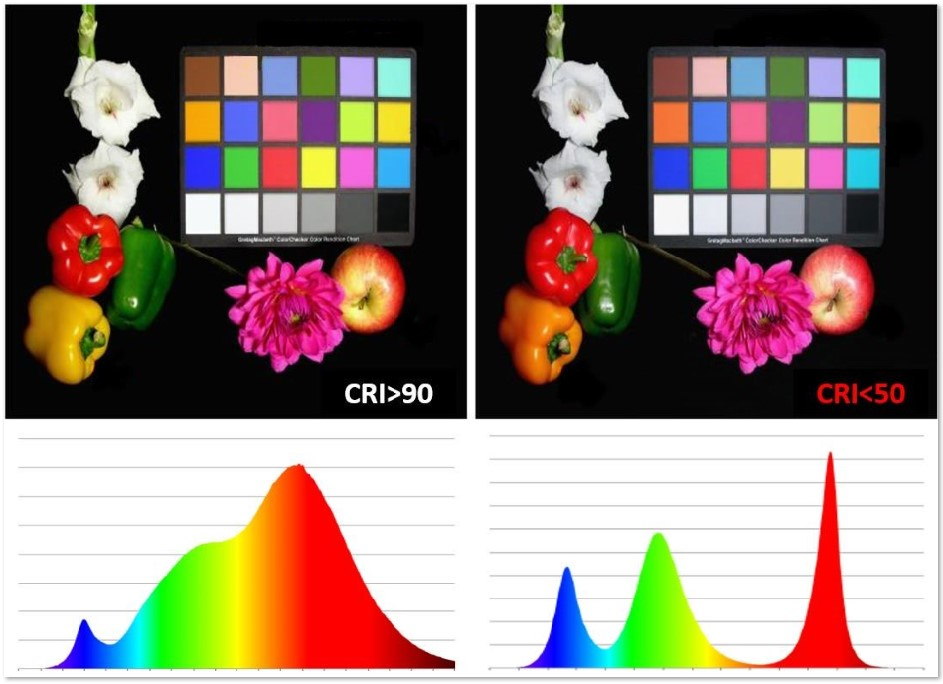
CRI Fotovergleich: Links mit einer weißen LED (CRI>90), rechts mit einer RGB LED (CRI<50) beleuchtet

Unter Lichtquellen, deren Licht eine ungleichmäßige Verteilung der Spektralfarben enthält, werden auch die Farben beleuchteter Gegenstände unnatürlich wirken – hier ist die Farbwiedergabe schlechter. Je nach Aufbau des Spektrums verändern einzelne oder verschiedene Objektfarben dann ihre Sättigung, ihre Helligkeit oder wir sehen eine deutliche Farbverschiebung. Gelbe Objekte erscheinen unter RGB LEDs z. B. dunkel-orange, da RGB LEDs fast keine gelben Spektralanteile haben (siehe Bild zum CRI Fotovergleich).
Im Extremfall fehlt die Farbe eines beleuchteten Objekts im Farbspektrum der Lichtquelle komplett und man erhält nur noch ein Dunkelgrau bis Schwarz zurück.
Als Referenz zur Beurteilung der Wiedergabequalität dient bis zu einer Farbtemperatur von 5000 K das Licht, das von einem schwarzen Strahler der entsprechenden Farbtemperatur abgegeben wird. Oberhalb 5000 K wird mit einem genormten tageslichtähnlichen Spektrum verglichen. Beispielsweise wird für die Berechnung der Farbwiedergabe einer Haushaltsglühlampe (die selbst in guter Näherung ein schwarzer Strahler ist) das Spektrum eines schwarzen Strahlers mit einer Temperatur von 2700 K als Referenz verwendet, für eine Leuchtstofflampe mit der Lichtfarbe 865 (8xx steht für einen Farbwiedergabeindex von 80 bis 89, x65 für eine Farbtemperatur von 6500 K) dagegen das Tageslichtspektrum der Normlichtart D65.
Der Farbwiedergabeindex ist seiner Definition nach ein spezieller Metamerieindex.
Der Farbwiedergabeindex ist nicht von einer bestimmten Farbtemperatur abhängig. Jede Lichtquelle, die das Spektrum einer Referenzlichtquelle gleicher korrelierter Farbtemperatur im Bereich der sichtbaren Wellenlängen perfekt nachbildet, erreicht einen Farbwiedergabeindex von 100. (Spektralanteile außerhalb des sichtbaren Bereiches bleiben unbeachtet, da sie visuell nicht wahrnehmbar sind.) Theoretisch ist es möglich, eine Lichtquelle zu synthetisieren (beispielsweise aus fünf verschiedenfarbigen LEDs zusammenzusetzen), deren Spektralverlauf völlig von dem eines Schwarzen Strahlers abweicht, aber trotzdem einen Farbwiedergabeindex von 100 erreicht.
Nach der EU sind im Innenbereich nur Lichtquellen mit einem Farbwiedergabeindex von mehr als 80 zulässig (Europäische Verordnung 1194/2012). Im Außenbereich und für die industrielle Anwendung genügt ein Ra von 65.

### Berechnung

Die 14 Testfarben nach DIN 6169

Zur Berechnung des Farbwiedergabeindex wurden in DIN 6169 14 Testfarben mit einem genormten Remissionsverlauf definiert. Die Abweichung der Sekundärspektren zwischen Referenz- und Testspektrum dient als Maßzahl für die 14 speziellen Farbwiedergabeindizes Ri zur Farbe i. Zur Berechnung des allgemeinen Farbwiedergabeindex Ra wird nur aus den ersten acht Werten das arithmetische Mittel gebildet:
{\displaystyle R_{a}={\frac {R_{1}+R_{2}+\dots +R_{7}+R_{8}}{8}}}
Eine Glühlampe mit farblosem Glaskolben besitzt einen Ra von fast 100, während Leuchtstofflampen einen Wert von 70 bis 90 erreichen. Lichtquellen, die Licht nur in einer einzigen Wellenlänge ausstrahlen, wie etwa die Natriumdampf-Niederdrucklampen, erlauben überhaupt keine Unterscheidbarkeit von Farben und weisen demzufolge einen sehr niedrigen oder gar negativen Ra-Wert auf (vgl. Tabelle). Solche negativen Farbwiedergabeindizes sind möglich, da bei der Festlegung des Farbwiedergabeindex in den 1930er Jahren die Referenzlichtquellen mit 100, die damals gängigen Leuchtstofflampen jedoch (gewissermaßen willkürlich) mit 50 festgesetzt wurden und der Farbwiedergabeindex keinesfalls ein prozentualer Wert ist.

### Qualität des Referenzlichts
Da der Farbwiedergabeindex lediglich die Ähnlichkeit mit der Referenzlichtfarbe beschreibt, bedeutet ein hoher Farbwiedergabeindex nicht automatisch, dass alle Farben gut wiedergegeben und entsprechend beurteilt werden können, etwa in der Druckvorstufe. So enthält beispielsweise das Referenzlicht der Glühlampe (Temperaturstrahler mit 2700 K) nur sehr wenig blaue und violette Lichtanteile, woraus sich eine schlechtere Wiedergabe dieser Farben ergibt. Für eine gute Farbwiedergabe ist es nötig, dass nicht nur der Farbwiedergabeindex hoch ist, sondern das Referenzlicht ein möglichst vollständiges Spektrum aufweist. Dies ist bei Farbtemperaturen von 4500 K bis 6000 K gut gegeben. Zur besseren Beurteilung der Qualität einer Lichtquelle werden neben dem allgemeinen Farbwiedergabeindex Ra oft spezielle Farbwiedergabeindizes herangezogen, beispielsweise der R9 (gesättigtes Rot).

## Verwendung des Begriffes bei Lichtquellen
Um die Farbwiedergabequalität einer Lampe genau angeben zu können, wurde der Farbwiedergabeindex (Ra) eingeführt. Der beste Wert mit der natürlichsten Farbwiedergabe ist Ra=100.
Den Farbwiedergabeindex ermittelt man durch Auswertung der Farbverschiebung zu einer Bezugslichtquelle auf acht verschiedenen Farbproben von häufig vorkommenden Testfarben. Der Wert jeder Farbprobe wird mit ⅛ zum Farbwiedergabeindex aufsummiert.
Je nach Sehaufgabe sollte das geeignete Leuchtmittel anhand der Farbwiedergabe ausgesucht werden. In grafischen Betrieben werden die höchsten Ansprüche an die Farbwiedergabetreue gestellt. Hier können nur Leuchtmittel mit einem Farbwiedergabeindex eingesetzt werden, der deutlich höher als 90 ist. Um gutes und entspanntes Sehen zu gewährleisten, sollte jedoch auch in Büros und Werkstätten ein Farbwiedergabeindex von 80 nicht unterschritten werden. In Wohn- und Schlafräumen, wo farbliches Sehen nicht im Vordergrund steht, darf man die Farbwiedergabe getrost vernachlässigen und die Leuchtmittel entsprechend der zu erzeugenden Stimmung auswählen.
Die Farbwiedergabe wird im Handel auch absichtlich verschlechtert, um etwa Fleischerzeugnisse appetitlich rot und nicht unangenehm grünlich erscheinen zu lassen. Schlechte Farbwiedergabe kann aber auch unbeabsichtigt dazu führen, dass Produkte wie Textilien im Geschäft anders aussehen als bei Tageslicht.

## Weiterführende Lichtqualitätsindizes
Neben dem erwähnten CRI bzw. Ra mit acht Referenzfarben wurde mit Einführung der LED-Technik die Anzahl der Referenzfarben erweitert. So spricht man von einem Re mit 14 bzw. 15 Referenzfarben wie oben bereits gezeigt. Diese höhere Anzahl an Farbstichproben beschreibt die Lichtqualität deutlicher. Darüber hinaus ist durch die Europäische Rundfunkunion (EBU) für deren Anforderungen ein Index bestehend aus 24 Referenzfarben unter dem Namen TLCI-2012 eingeführt worden und findet vermehrt Anwendung.
All diese nehmen nur Stichproben aus dem großen Farbspektrum. Einen anderen, zweidimensionalen Ansatz geht der GAI (Gamut Area Index). In der Normfarbtafel nach CIE1931 sind alle Farben abgebildet, welche das menschliche Auge wahrnehmen kann. Abhängig von der Lichtquelle kann jedoch meist nur ein Teil des gesamten Farbraumes abgebildet werden. Unter Verwendung der Farborte der acht Referenzfarben wird die Fläche eines Oktaeders im Farbraum als Referenzfarbraum (Gamut) abgebildet.
Mittels eines Spektrometers wird die abgebildete Fläche einer Lichtquelle mit der Referenz verglichen und der GAI-Wert gebildet. Dieser sollte nach Empfehlung ideal zwischen 80 und 100 liegen. Somit erhält man mit dem GAI-Wert Auskunft über die Natürlichkeit des Lichts und kann Rückschlüsse auf die Sättigung von beleuchteten Objekten und die „Lebhaftigkeit“ der Farben ziehen. Der GAI findet vorwiegend bei farbkritischen Anwendungen, etwa in Museen oder in der Medizintechnik, Verwendung.

## Andere Verwendung des Begriffes
Im Druckwesen wird der Begriff verwendet; gemeint ist dabei die Farbtoleranz.